# چینی متولد آمریکا (مجموعه تلویزیونی)
چینی متولد آمریکا (به انگلیسی: American Born Chinese) یک مجموعه تلویزیونی کمدی اکشن آمریکایی است که بر اساس رمان گرافیکی به همین نام نوشته ژن لوئن یانگ ساخته شده‌است. فیلمبرداری این سریال از فوریه ۲۰۲۲ در لس آنجلس آغاز شد.
چینی متولد آمریکا از هشت قسمت تشکیل شده‌است و نخستین بار در ۲۴ مه ۲۰۲۳ در دیزنی پلاس پخش شد. این مجموعه به‌طور کلی نقدهای مثبتی از منتقدان دریافت کرد. این مجموعه در ژانویهٔ ۲۰۲۴ پس از یک فصل لغو شد.

## طرح داستان
جین وانگ که با زندگی مدرسه و زندگی خانگی خود دست و پنجه نرم می‌کند، با دانش‌آموز جدیدی از خارج در مدرسه‌اش آشنا می‌شود و باعث می‌شود که او درگیر نبردی بین خدایان اساطیر چینی شود.

## بازیگران
- بن وانگ در نقش جین وانگ
- یئو یان یان در نقش کریستین وانگ
- چین هان در نقش سایمون وانگ
- دانیل وو در نقش سان وکونگ
- جاناتان کی کوان در نقش فردی ونگ
- جیم لیو در نقش وی چن
- سیدنی تیلور در نقش آملیا
- استفانی شو در نقش شیجی نیانگنیانگ
- میشل یئو در نقش گوانین

## تولید

### توسعه
در ۴ اکتبر ۲۰۲۱ دیزنی پلاس توسعهٔ رمان گرافیکی به همین نام اثر ژن لوئن یانگ را در قالب یک سریال، با کارگردانی دستین دنیل کرتون و نویسندگی چارلز یو و کلوین یو مستقیماً سفارش داد. پرابال گورونگ و فیلیپ لیم، طراحان مد آسیایی-آمریکایی، در ۲۸ آوریل ۲۰۲۲ به این مجموعه پیوستند تا در کنار جوی کرتون، طراح لباس، برای خلق لباس کار کنند. لوسی لیو تأیید کرد که کارگردان سریال است.

### نقش‌ها
در ۷ فوریه ۲۰۲۲، گزارش شد که میشل یئو، بن وانگ، یئو یان یان، چین هان، دانیل وو، جاناتان کی کوان، جیم لیو و سیدنی تیلور برای ایفای نقش‌های اصلی انتخاب شدند. استفانی شو در ۱۰ می ۲۰۲۲ در نقش شیجی نیانگنیانگ به بازیگران سریال پیوست.

### فیلمبرداری
تصویربرداری اصلی در ۸ فوریه ۲۰۲۲ در لس آنجلس آغاز شد.